# AeroWings
AeroWings (エアロダンシング featuring Blue Impulse?, Aero Dancing featuring Blue Impulse) è un videogioco del genere simulatore di volo pubblicato nel 1999 per Dreamcast. È il primo titolo della serie omonima che comprende anche Aero Elite: Combat Academy per PlayStation 2.

## Modalità di gioco
Il gameplay del gioco è stato paragonato a quello di Pilotwings (Nintendo 64), Ace Combat 2 (PlayStation) e Airforce Delta (pubblicato da Konami per la stessa console).